# Konrad Feliga
Konrad Feliga (ur. 23 kwietnia 1993) – polski judoka.
Były zawodnik UKS Siódemka Sochaczew (2006-2013). Brązowy medalista mistrzostw Polski seniorów 2011 w kategorii do 60 kg. Ponadto m.in. brązowy medalista zawodów pucharu Europy juniorów (Kowno, 2010) i mistrz Polski juniorów 2010 w kategorii do 55 kg.